# Franco Fagioli
Franco Maximiliano Fagioli (San Miguel de Tucumán, 4 maggio 1981) è un controtenore argentino.

## Biografia
Franco Fagioli ha studiato dapprima pianoforte, per poi passare al canto presso l'Accademia del Teatro Colón di Buenos Aires. La vittoria nel 2003 del concorso canoro “Neue Stimmen”, indetto dalla Fondazione Bertelsmann, avviò la sua carriera internazionale.
Da allora Franco Fagioli si esibisce regolarmente nei teatri dell'opera di Buenos Aires, Karlsruhe, Bonn, Zurigo, Essen e Genova, presso il Theater an der Wien e il Théâtre des Champs-Élysées di Parigi. Inoltre, è ospite di numerosi festival, tra i quali, per esempio, quelli di Halle, Ludwigsburg, Innsbruck e Froville.
Lavora con direttori d'orchestra come Rinaldo Alessandrini, Alan Curtis, Gabriele Garrido, Nikolaus Harnoncourt, René Jacobs, José Manuel Quintana, Marc Minkowski, Riccardo Muti e Christophe Rousset.
Franco Fagioli è uno dei cinque controtenori della produzione per l'opera, la televisione, cd e dvd dell'Artaserse di Leonardo Vinci, premiata con quasi tutti gli importanti riconoscimenti musicali nazionali ed internazionali.
In apertura della stagione 2013/2014 è uscita l'incisione su cd di Arias for Caffarelli che racchiude numerose prime mondiali, oltre a concerti tenuti in Germania, Francia e Danimarca. Nel 2014 Franco Fagioli ha debuttato al Festival di Pentecoste di Salisburgo con il programma Giambattista Velutti. Sempre nel 2014, si è dedicato a Mozart con due debutti europei: dopo avere interpretato Sesto ne La clemenza di Tito a Nancy, nel novembre 2014 ha debuttato alla Royal Opera House di Covent Garden nel ruolo di Idamante in Idomeneo, nella nuova messa in scena di Martin Kušej.
Nell'autunno del 2014 è uscito il suo CD da solista Il maestro Porpora – Arias, che Franco Fagioli ha dedicato al compositore e maestro di canto italiano Nicola Porpora (1686-1768). Inoltre, Fagioli ha partecipato anche al CD Siroe – Re di Persia, pubblicato pure nello stesso autunno. Un altro CD con Franco Fagioli è La Concordia de' pianeti, che propone opere riscoperte del compositore barocco Antonio Caldara.
Nel 2017 ha debuttato al Teatro alla Scala di Milano in una produzione del Tamerlano di Handel che comprendeva tra gli interpreti Placido Domingo. È tornato alla Scala con grande successo nel 2023 cantando nell'esecuzione in forma di concerto dell'opera riscoperta di Nicola Porpora "Carlo il Calvo", già incisa in CD.

## Repertorio
| Ruolo         | Titolo                    | Autore     |
| ------------- | ------------------------- | ---------- |
| Giasone       | Il Giasone                | Cavalli    |
| Eliogabalo    | L'Eliogabalo              | Cavalli    |
| Ezio          | Ezio                      | Gluck      |
| Orfeo         | Orfeo ed Euridice         | Gluck      |
| Ottone        | Agrippina                 | Händel     |
| Rinaldo       | Rinaldo                   | Händel     |
| Teseo         | Teseo                     | Händel     |
| Giulio Cesare | Giulio Cesare in Egitto   | Händel     |
| Andronico     | Tamerlano                 | Händel     |
| Bertarido     | Rodelinda                 | Händel     |
| Riccardo I    | Riccardo Primo            | Händel     |
| Poro          | Poro, re delle Indie      | Händel     |
| Ariodante     | Ariodante                 | Händel     |
| Demetrio      | Berenice                  | Händel     |
| Serse         | Serse                     | Händel     |
| Arbace        | Artaserse                 | Hasse      |
| Medarse       | Siroe, Re di Persia       | Hasse      |
| Nerone        | L'incoronazione di Poppea | Monteverdi |
| Cecilio       | Lucio Silla               | Mozart     |
| Idamante      | Idomeneo, Re di Creta     | Mozart     |
| Sesto         | La clemenza di Tito       | Mozart     |
| Farnaspe      | Adriano in Siria          | Pergolesi  |
| Arsace        | Aureliano in Palmira      | Rossini    |
| Arsace        | Semiramide                | Rossini    |
| Cesare        | Catone in Utica           | Vinci      |
| Arbace        | Artaserse                 | Vinci      |
| Oronte        | L'incoronazione di Dario  | Vivaldi    |

## Discografia (selezione)
- Rossini, Arie per controtenore - Fagioli/Petrou/Armonia Atenea, 2015 Decca.
- Il Maestro Porpora – Arias, Naïve Records, 2014.
- Johann Adolph Hasse: Siroe, re di Persia - Petrou/Cencic/Lezhneva/Nesi, Decca, 2014.
- Caldara: La concordia de 'pianeti - Marcon/Behle/Cangemi/La Cetra, Archiv Produktion, 2014.
- Steffani: Stabat Mater - Fasolis/Bartoli/Barocchisti, Decca, 2013.
- Steffani, The Steffani project - Bartoli/Fasolis/I Barocchisti, Decca 2013.
- Arias for Caffarelli. Il pomo d'oro unter Riccardo Minasi, Naïve Records, 2013.
- Leonardo Vinci: Artaserse Virgin (Classics/EMI) 2012.
- Georg Friedrich Händel (attr.): Germanico, Il Rossignolo, dir. Ottaviano Tenerani (SONY/DHM), 2011.
- Vinci, Catone in Utica - Minasi/Cencic/Fagioli/Sancho, Decca 2014.
- Franco Fagioli. Canzone e Cantate. (Carus Verlag/SWR) 2010.
- Georg Friedrich Händel: Berenice (EMI/Virgin Classics) 2010.
- Georg Friedrich Händel: Teseo HWV 9. (Carus Verlag/SWR) 2009.
- Christoph Willibald Gluck: Ezio (Oehms Classics/SWR).